# Мацидонский, Фёдор Игнатьевич
Федор Игнатьевич Мацидонский (род. 1918 — 1991) — советский деятель, председатель Черновицкого облисполкома. Депутат Верховного Совета УССР 5-6-го созывов (в 1960—1967 годах). Член ЦК КПУ в 1960—1961 г. Член Ревизионной Комиссии КПУ в 1961—1966 г.

## Биография
С декабря 1939 года — в Красной армии. Призван на военную службу Орининским районным военным комиссариатом Каменец-Подольской области.
Член ВКП(б) с 1940 года.
Участник Великой Отечественной войны с 1941 года. Служил командиром стрелкового взвода 221-го полка 60-й стрелковой дивизии 17-го корпуса 12-й армии Юго-Западного фронта, старшим пиротехником 67-го артиллерийско-паркового дивизиона 6-й армии Северо-Кавказского фронта, командиром отделения 5-го батальона 1-й фронтовой трофейной бригады 3-го Украинского фронта.
После демобилизации находился на партийной работе.
В 50-х годах — сентябре 1960 г. — 1-й секретарь Заставновского районного комитета КПУ Черновицкой области.
20 сентября 1960 — 18 ноября 1963 г. — председатель исполнительного комитета Черновицкого областного совета депутатов трудящихся.
В 70-х годах работал директором Черновицкого техникума советской торговли.
Потом — на пенсии в городе Черновцах.

## Звание
- старший сержант

## Награды и отличия
- орден Отечественной войны 1-й ст. (6.04.1985)
- ордена
- медали